# Estudio de Filología Aragonesa
El Estudio de Filología Aragonesa (EFA, por sus siglas en castellano y aragonés), que operó durante los primeros 19 años de su constitución bajo la marca registrada Academia de l'Aragonés (ACAR), es una asociación creada el 15 de julio de 2006 en el II Congreso de Aragonés con el objetivo de ser la autoridad lingüística del idioma aragonés. No tiene reconocimiento explícito por parte del gobierno de Aragón, y su forma jurídica es la de una asociación cultural.
Su primer Consejo de Gobierno se celebró el 28 de octubre de 2006 en la diputación provincial de Zaragoza, estableciéndose el primer gobierno de la Academia con Manuel Castán como presidente.
Algunas actividades de la Academia son formular leyes ortográficas, gramáticas y fonéticas para todas las modalidades del aragonés, tratando de normalizar el idioma, pero defendiendo a su vez sus variedades dialectales.
Su Propuesta ortográfica de l'Academia de l'Aragonés (ISBN 978-84-614-4170-9), publicada en 2010, gozó de gran adopción por parte del público hasta la estandarización de 2023 por la oficial Academia Aragonesa de la Lengua (AAL), constituida siete años después que el EFA. La promulgación de la ortografía nueva causó que el EFA optara por renunciar a su propuesta y actualizara sus compendios léxicos a la norma de la AAL.
La organización edita la colección de publicaciones digitales EDACAR (Edicions Dichitals de l'Academia de l'Aragonés), en donde se publican, en formato digital y de libre distribución, ensayos, artículos y monografías sobre el aragonés.
El EFA publica y mantiene el Diccionario Multilingüe Aragonés (DicAra), que contiene traducciones al castellano, al catalán y al inglés de unos 90 000 lemas.

## Miembros
La nómina actual de miembros de la Academia del Aragonés está formada por:
- Manuel Castán, (Presidente)
- Juan José Lagraba, (Tesorero)
- José Lera
- Chabier Lozano, (Vocal)
- Antonio Plaza Boya
- Francho Rodés, (Vicepresidente)
- Fernando Romanos
- Ánchel Lois Saludas
- Fernando Sánchez Pitarch,
- José María Satué Sanromán,
- Juan José Segura Malagón, (Vocal)
- Quino Villa
- Feliciano Martínez Tur
- María Teresa Moret Oliver
- Santiago Paricio Martín, (Vocal)
- Juan Pablo Martínez Cortés, (Secretario)
- Guillermo Tomás Faci, (Vocal)
- Chorche Díaz Gómez, (Vocal)
- Miguel Ánchel Barcos Calvo

El 14 de mayo de 2007, la Academia del Aragonés, reunida en sesión extraordinaria, nombró a los cinco primeros Académicos de Honor, que fueron homenajeados el 24 de noviembre de 2007 en la sede del gobierno de Aragón. Los  Académicos de Honor son:
- Juan José Guillén Calvo
- Artur Quintana i Font
- Brian Mott
- Michael Metzeltin

Miembros honorarios fallecidos
- Rosario Ustáriz Borra (2009)
- Nieus Luzía Dueso Lascorz (2010)